# Henryk Madurowicz
Henryk Madurowicz herbu Jelita (ur. 3 lutego 1868, zm. 25 czerwca 1921 w Krakowie) – podpułkownik piechoty Wojska Polskiego.

## Życiorys

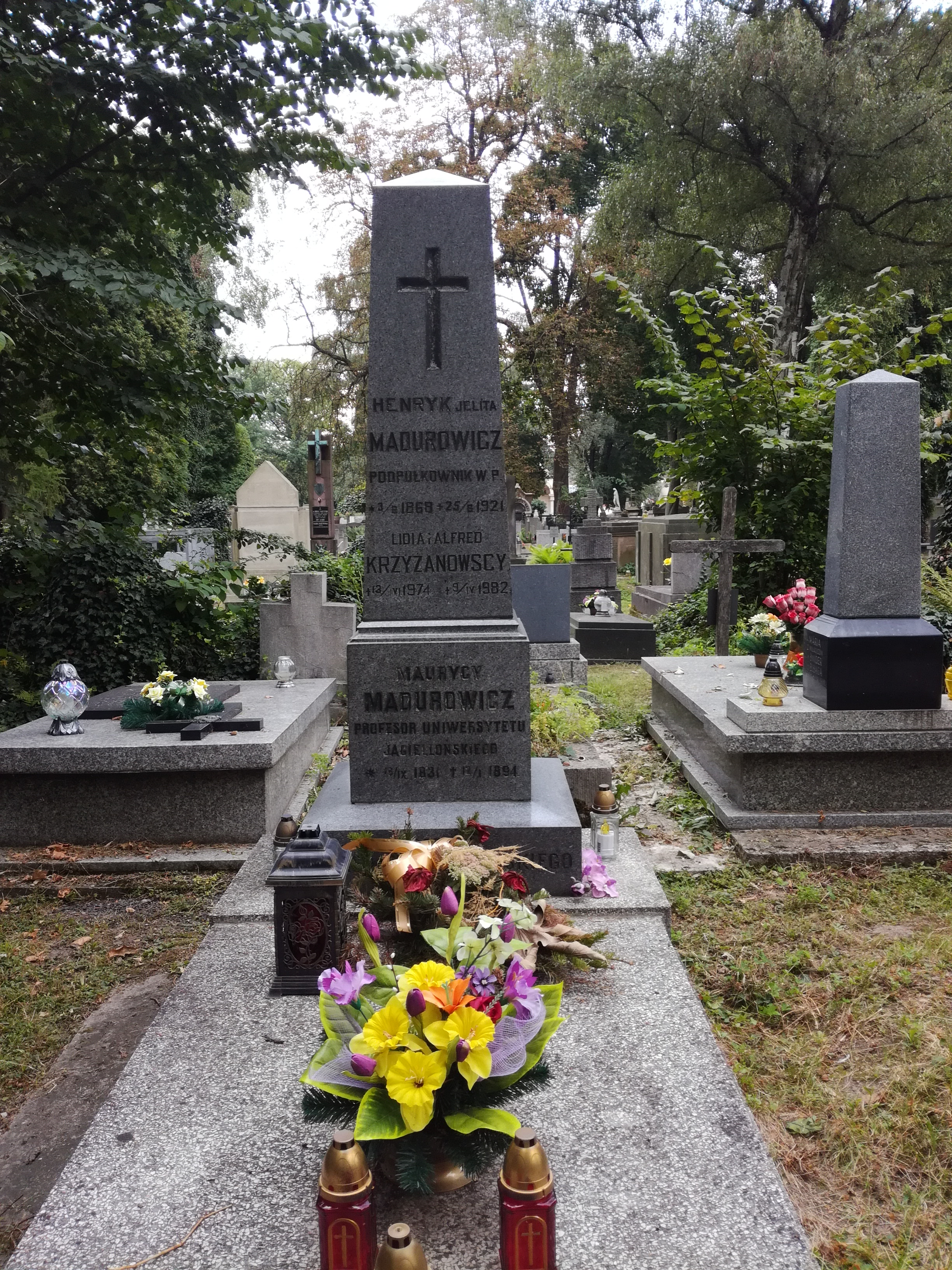
Nagrobek Henryka Madurowicza

Wywodził się z rodziny Madurowiczów herbu Jelita. Urodził się 3 lutego 1868. W C. K. Armii 17 sierpnia 1889 został mianowany kadetem w oddziałach strzelców z dniem 1 września 1889 Od tego czasu był wojskowym 25 Morawskiego batalionu strzelców polowych w Brünn, gdzie od około 1890 był zastępcą oficera. Został awansowany na porucznika w oddziałach strzelców z dniem 1 maja 1892, a około 1895 przeniesiony do korpusu oficerów piechoty ze starszeństwem z tym samym dniem. Od około 1892 był żołnierzem 17 Morawskiego batalionu strzelców polowych także ze sztabem w Brünn, a od około 1896 ze sztabem w Mostach Wielkich. Został awansowany na stopień nadporucznika piechoty z dniem 1 maja 1896. Od tego czasu był oficerem 21 Dolnoaustriackiego batalionu strzelców polowych ze sztabem w Tulln, a od około 1904 ze sztabem w Wiedniu. Został awansowany na stopień kapitana 2 klasy z dniem 1 listopada 1905 (w następnym roku był już na liście oficerow w stopniu kapitana zunifikowanych w jednej grupie bez klas). Od tego czasu służył w szeregach 32 Węgierskiego batalionu strzelców polowych ze sztabem w Besztercebánya (Neusohl). Od około 1908/1909 był oficerem 4 Galicyjskiego batalionu strzelców polowych ze sztabem w Braunau.
Po wybuchu I wojny światowej jako oficer 4 batalionu strzelców polnych w grudniu 1914 otrzymał najwyższe pochwalne uznanie. W grudniu 1914 został mianowany na stopień majora oraz jednocześnie na stanowisko komendanta 4 Galicyjskiego batalionu strzelców polowych. W lutym 1915 został przeniesiony w stan spoczynku. Pozostając w stanie spoczynku otrzymał od C. K. Ministerstwa Wojny otrzymał pochwałę w uznaniu wyśmienitej służby w czasie wojny.
Po odzyskaniu przez Polskę niepodległości w 1918 został przyjęty do Wojska Polskiego. Pełnił obowiązki dowódcy 20 Pułku Piechoty. 25 czerwca 1921 około południa w krakowskim garnizonie w Krowodrzach został zastrzelony z broni palnej przez przeniesionego kilka dni wcześniej do rezerwy majora Zdzisława Trześniowskiego, który następnie popełnił samobójstwo. Zdarzenie odbiło się głośnym echem w Krakowie, tym bardziej, że niezrozumiałe były motywy sprawcy, zaś obaj oficerowie byli darzeni uznaniem oraz znane były ich zasługi i zalety. Sprawie tej towarzyszyła aura tajemnicy i braku pełnego wyjaśnienia, a okoliczności były cenzurowane wskutek działania strony wojskowej. W prasie początkowo informowano, że w południe w kancelarii pułku podpułkownika Madurowicza zastrzelił podporucznik tudzież major Sienicki – co potem zdementowano i przypisano zabójstwo majorowi Trześniowskiemu – a powodem miała być niepochlebna opinia, jaką rzekomo wydał Trześniowskiemu podpułkownik Stanisław Schuster-Kruk w podaniu o awans. W konsekwencji miało to skutkować spodziewanym zwolnieniem Trześniowskiego ze służby wojskowej. Wobec tego miał on udać się do kancelarii wojskowej zamierzając spotkać ppłk. Kruka i dokonać zemsty na nim. Wobec nieobecności tegoż (przebywał wtedy w mieszkaniu prywatnym) Trześniowski polecił ordynansowi wezwać podpułkownika. Następnie wdał się w krótkę sprzeczkę z ppłk. Madurowiczem, którego chwilę potem zastrzelił z rewolweru w serce, a następnie sam odebrał sobie życie strzałem w skroń. O z góry przyjętym zamiarze dokonania morderstwa miał świadczyć znaleziony przy Trześniowskim list, w którym wyjaśnił powody swojego czynu.
Henryk Madurowicz osierocił rodzinę. Został pochowany 28 czerwca 1921 z honorami wojskowymi na cmentarzu Rakowickim (kwatera Ga).  W tym samym miejscu spoczął wcześniej prof. Maurycy Madurowicz.

## Odznaczenia
austro-węgierskie
- Krzyż Zasługi Wojskowej (1913)[47]
- Odznaka za Służbę Wojskową 3 klasy dla oficerów (około 1911)[27]
- Brązowy Medal Jubileuszowy Pamiątkowy dla Sił Zbrojnych i Żandarmerii (około 1899)[19]
- Krzyż Jubileuszowy Wojskowy (około 1908)[25]